# Merthyr Vale
Merthyr Vale (en anglais) ou Ynysowen (en gallois) est un village et une communauté du borough de comté de Merthyr Tydfil, au pays de Galles.

## Géographie
Merthyr Vale est situé dans le sud du borough de comté de Merthyr Tydfil, sur la rive orientale de la Taf. Le centre-ville de Merthyr Tydfil se trouve à 8 km au nord.
La communauté de Merthyr Vale comprend aussi les villages d'Aberfan, sur l'autre rive de la Taf, et Mount Pleasant (en).

## Démographie
Au recensement de 2011, la communauté de Merthyr Vale comptait 3 831 habitants.